# Wolffenstein–Böters反应
Wolffenstein-Böters反应（Wolffenstein-Böters reaction）
苯与硝酸和硝酸汞的混合水溶液作用，得苦味酸。
研究显示反应中硝酸汞先与苯作用产生相应的亚硝基化合物，从此相继进一步转变为重氮盐和苯酚，并最后发生芳香硝化，得苦味酸。 亚硝酸根离子是反应的必需中间体，如果用尿素捕获反应中的亚硝酸则反应后将无苦味酸生成。